# Fernando Díaz Alberdi
Fernando Díaz Alberdi (Buenos Aires, 2 de julio de 1972) es un ingeniero petrolífero, entrenador y exjugador argentino de rugby que se desempeñaba como pilar. Fue internacional con los Pumas de 1997 a 2000.

## Carrera
Debutó en el Club Universitario de Buenos Aires con 18 años, en 1990. Jugando contra el Club Pucará por una jornada del Torneo de la URBA 2000 se lesionó gravemente de las vértebras cervicales, debiendo salir en camilla y se retiró en 2001 luego de una nueva lesión.

## Selección nacional
El neozelandés Alex Wyllie lo convocó a los Pumas para enfrentar a los Teros en septiembre de 1997 y les marcó su único try.
Disputó su último partido contra los Wallabies en junio de 2000. En total jugó 5 partidos y marcó un try (5 puntos).

### Participaciones en Copas del Mundo
Participó del histórico mundial de Gales 1999 donde los argentinos accedieron a la fase final del torneo por primera vez. Díaz Alberdi no jugó debido a que fue llevado como reserva de Roberto Grau, Omar Hasan, Mauricio Reggiardo y Martín Scelzo.
| Mundial                       | Sede  | Resultado        | PJ | Tries |
| ----------------------------- | ----- | ---------------- | -- | ----- |
| Copa Mundial de Rugby de 1999 | Gales | Cuartos de final | 0  | 0     |

## Palmarés
- Campeón del Torneo Sudamericano de 1997.